# 김주영 (예술가)
김주영(金珠映, 1948년 7월 13일~ )은 대한민국의 예술가(설치 미술)로 본명(本名)은 현선영(玄善映)이다. 1986년 프랑스 파리 8 대학 조형예술과에 유학, 박사 학위를 취득 후  재불 작가로 활동했다. 2005년 귀국하여 예술가,  교수로 활동했다. 그녀는 2012년 홍익대학교 정년 퇴임했으며 노마딕 아티스트nomadic artist로 창작 활동을 하고 있다.

## 생애

### 출생과 성장
김주영은 1948년생으로 대한민국 충청북도 진천에서 성장했다. 홍익 대학 미술 학부에서 서양화를 전공했다. 동 대학원 졸업 후 <20대 현대 작가 전>에 참여하였다. 홍익 전문 대학 교수로 재직 중 1986년 모나코의 국제 콩쿠르(Concours International d'Art Contemporain de MONACO)에서 <국제 자문 위원상>을 받은 계기로 유럽 미술 현장에 뛰어들었다. 파리 8 대학 조형예술과에서 박사 과정을 통해 현대미술을 인문학적으로 접근하였고 2002년 박사 학위를 받았다. (지도 교수, Elodie Vitale) 이때 뉴욕의 김환기 재단 지원 작가로 프랑스 문화성이 선정한 예술가 마을Cité Cézanne (Atelier- logement) 입주 작가로 작품 활동을 했다.
김주영은 파리에서 전업 작가로 유럽의 다원적 예술의 장르에 폭넓게 도전했는데 평면성을 떠나 설치Installation, 퍼포먼스Performance에서 포스트 모더니즘 컨셉을 바탕으로 한 새로운 아방가르드avant-garde의 길을 모색했다. 예술에서 우리 시대의 문화적 맥락인 리좀Rhizome<이동/유랑/탈주: 노마디즘>의 사유를 바탕으로 한 새로운 길(네오 노마디즘néo-nomadisme)을 찾았다. 재불 당시 작업 과정을 기록하여 프랑스 문화성/삼성문화 재단 지원으로 <예술가의 책>을 파리에서 출간하였다.
그 후 김주영은 문명을 비판하는 관점에 서며 인도(1998 <부적의 불꽃>), 몽골, 티베트 등, 문명 저편의 현장 속에 직접 뛰어들면서 현장In Situ 작업을 했다. 2000년부터 한국과 프랑스를 오가며 지향점이 같은 노마딕 빌리지 운동에 참여했다. 동시에 광주 비엔날레의 <디아스포라 DIASPORA 2002>에 참여하여 시베리아 횡단을 하였다.
귀국 후 충북 대, 중앙 대, 대전 대 등에서 강의하며 작품 활동을 병행했으며 2012년×홍익대학교 교수로 정년 퇴직했다. 2016년 노마드 프로젝트의 텍스트와 이미지 자료를 중심으로 <노마드 서사>를 집필, 출간했다. 동시에 유럽과 국내에서 노마드 컨셉으로 활동하는 세계 작가들과 레지던시를 통해 공동체 생활과 다원적 문화 예술 활동을 이어갔다.
2022년 박수근 미술관 전시에서 김주영은 노마드(nomad) 아티스트로서 작업해온 맥락의 컨셉 중 <생태학 개론>을 중심으로 발표했다. 같은 해 부산 비엔날레, 제주 비엔날레에서 지역 환경의 특수성과 서사를 설치, 퍼포먼스를 하였다. 2023-2025년 <3각(한국-인도네시아-스위스)의 기항지> 프로젝트로 길 위에 선다(Homo Viator).

## 갤러리

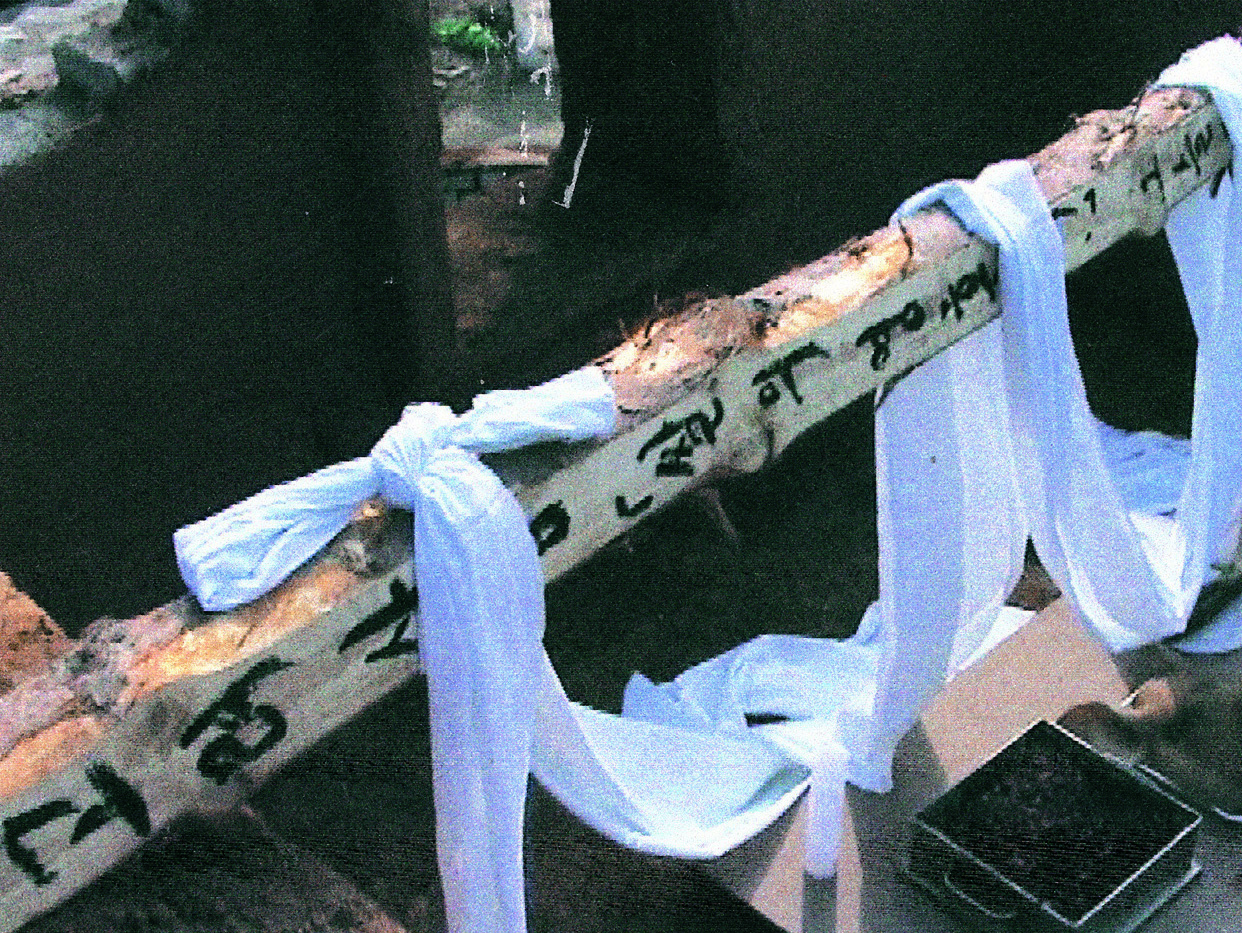
2002 광주 비엔날레, 설치:<황토의 집 상랑식>
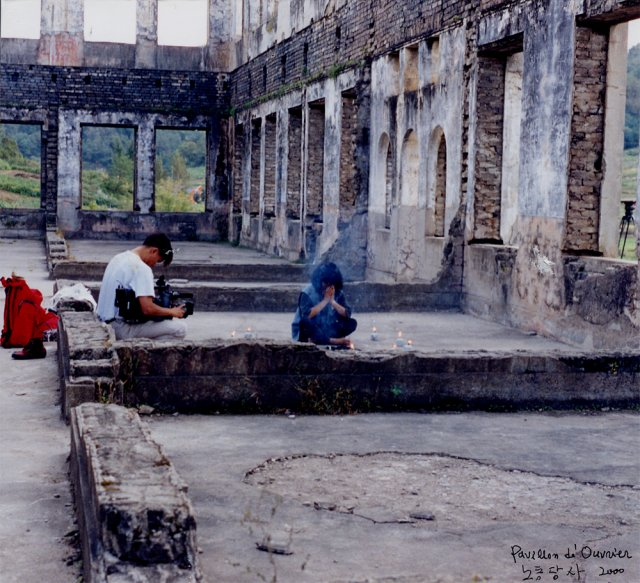
2000 비무장지대 횡단 프로젝트, <노동 당사, 이름 없는 영혼들이여...>
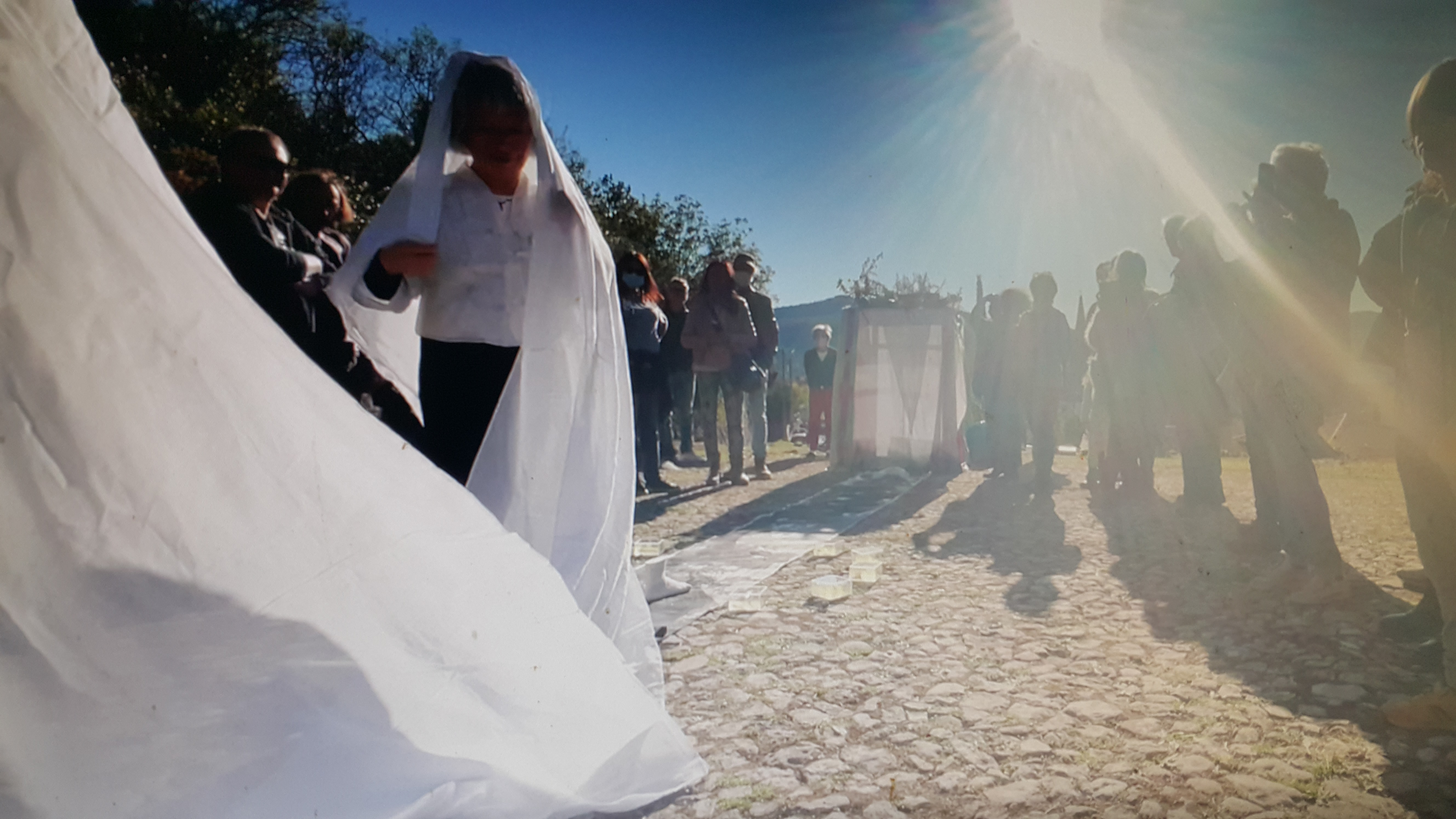
2021 레지던시, Cuges 마을(남 프랑스) 퍼포먼스:<마음의 행로>
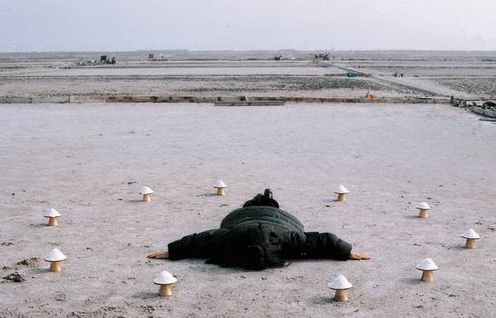
2004-2006 노마디즘 프로젝트: 석모도-시옹(스위스)-옌징(티벳), <신성한 소금>
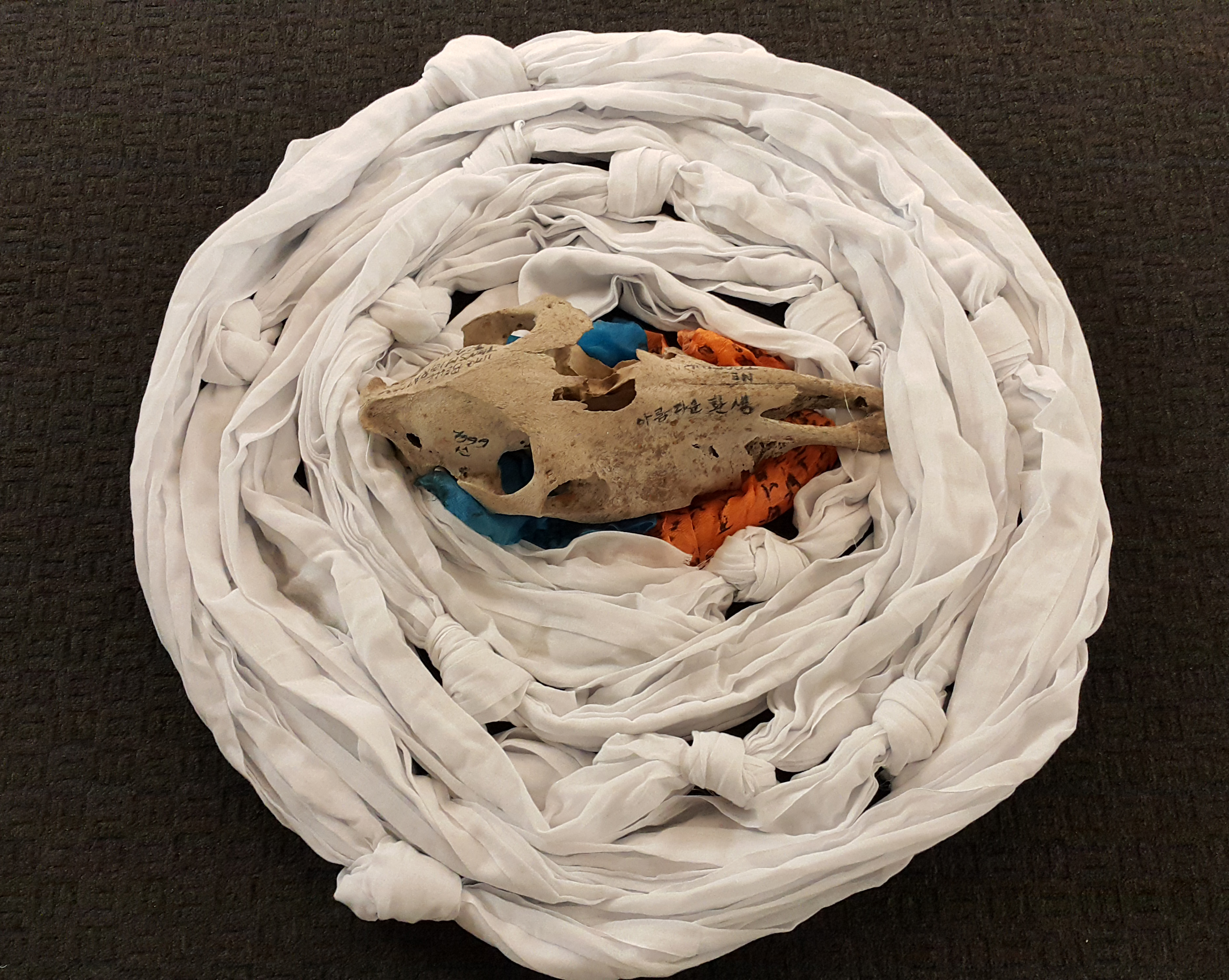
2022 박수근 미술관 설치:<말의 영혼>
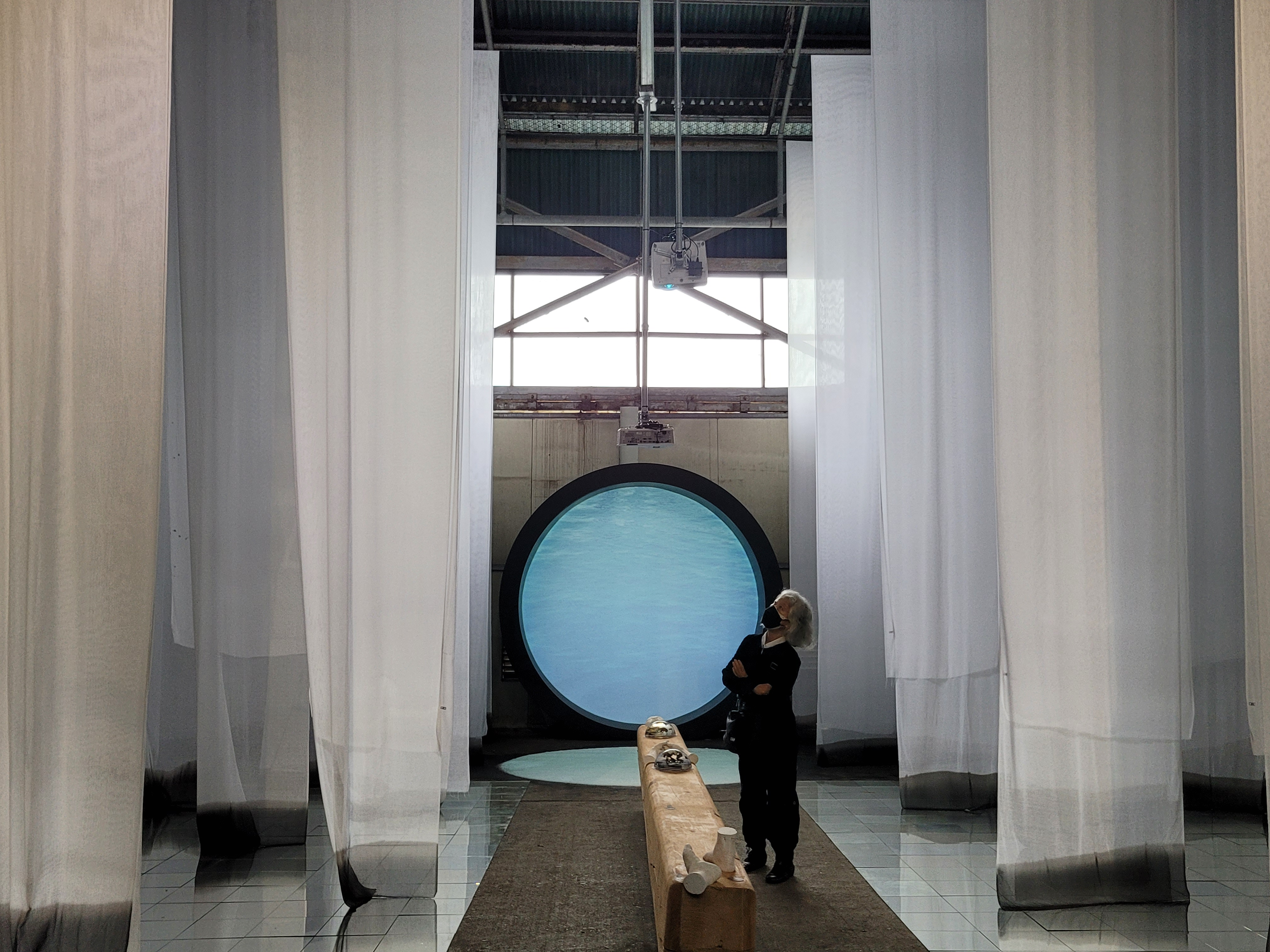
2022 부산 비엔날레 설치:<제1 부두의 고고학>
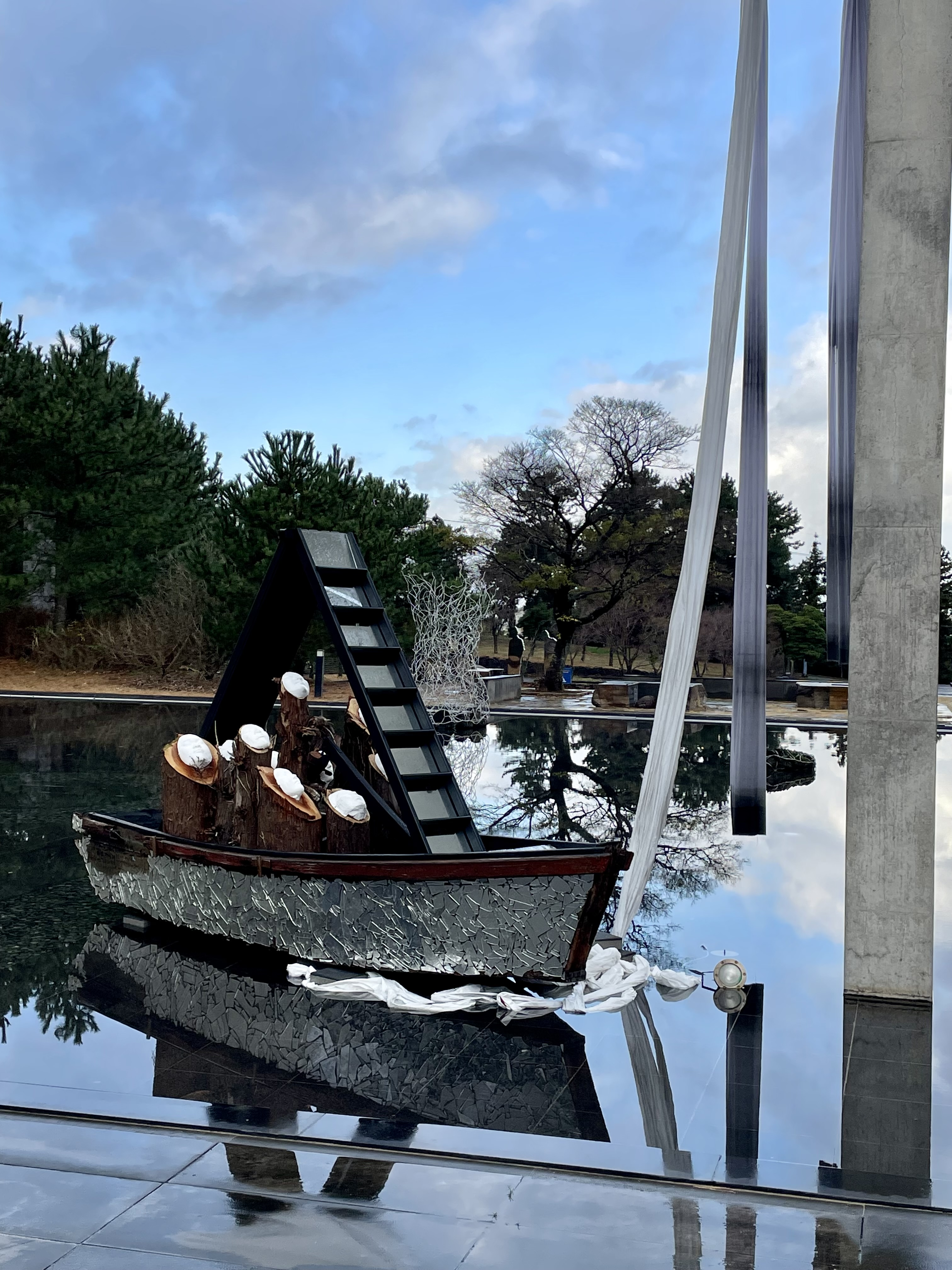
2022-2023 제주 비엔날레 설치:<망향>
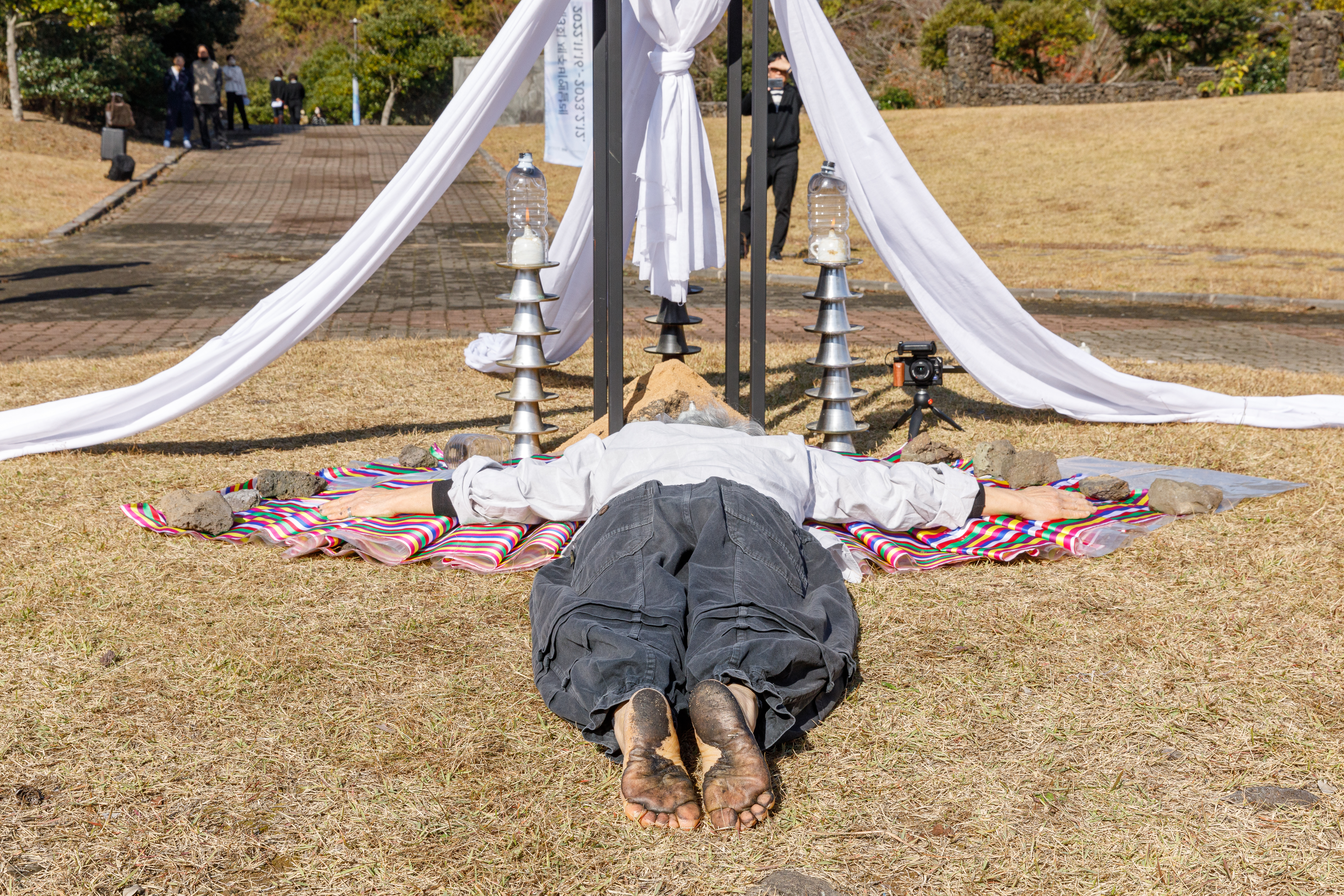
2022-2023 제주 비엔날레 퍼포먼스:<흙의 제식>

## 주요 연혁
- 1992: 파리 8 대학 DEA/박사. 박사 논문: 「창작에 있어서 공간 역할의 이론과 실제」 지도 교수: Elodie VITALE
- 1972: 홍익대학교 미술 대학 회화 과 석사 논문, 「한국 미술에 있어서 서양화 기법의 도입에 관한 연구」 지도 교수: 이경성.
- 1971: 홍익 대학 미술 학부 서양화 과 졸
- 1986-2005: 재불 Paris France
- 2005-2012: 홍익대학교 교수(정년 퇴임)

## 활동

### 개인전
- 2022: <길; 생태학 개론> Installation/Tableaux/Documentation, 박수근 미술관,   서문(평론): 이영철, 「 ‘노마드 서사’: 최초의 인간, 녹색의 전령사, 밤길, 그리고...」, 박수근 미술 상 전 Catalogue,  http://www.parksookeun.or.kr 보관됨 2013-05-23 - 웨이백 머신
- 2021: <되살린 기억> Installation,  권진규 아텔리에, 기획, 서울
- 2019: <놓아라>, 청주 시립 미술관 기획, Installation/Tableaux/Documentation,  평론: 이선영 「오래된 사물과의 새로운 만남」 Catalogue
- 2017: <제식>, 아시아 나우, 파리, 기획 초청, Installation/Tableaux/Performance. 인터뷰: CoBo Social - Collecting with Artistry Sandrine Meats(파리와 런던에 거주하는 프랑스 미술사가) 「 jooyoung-kim the nomadic artist」. France, 2017
- 2008: <길 떠남>, 미술관 몸 스페이스 , Installation, 청주
- 2007:  <제식>장-프랑스와 메이, 갤러리 , Installation, 프랑스
- 2005: <떡갈나무 숲 길> 한전 아트 센터, , Installation서울
- 2000: <신성한 나무>, 그로 뷰쏭, 에꼴 드 보자르, 비뇨-슈르-센느, , Installation/Action, 프랑스
- 2000: <공해로 죽은 물고기를 위한 제식>, 한국 문화예술진흥원기획 <Containers>, 마로니에 미술관 , 서울
- 1995: <창, 창,>토탈 미술관, Installation/Tableaux/Performance, 장흥,  평론: Stéphqne Huechet . 「 Selon le feu et la répétition」, Paris
- 1994: <어느 기생의 영혼제>>베르나노스 화랑,Installation/Tableaux/Performance Paris. Elodie VITALE  「Le Silence du Noir」

### 노마디즘 프로젝트: 방황/산문/도큐먼트/흔적Installation/Performance, In Situ
- 2023:  - 제 1 기항지 Temple bouddiste運舟寺 (雲住寺 한국)- 제 2 기항지 Gitan au bord de la mer, Sulawesi île Bontu          Bontu섬   (인도네시아)
- 2021: <art en ciel>, tadlachance 프랑스 기획, 한국문화예술위원회 지원
- 2019:  <석굴 집 이야기>,  노마디즘 프로젝트, 카파도키아, 터키
- 2016: <제식: 꽃의 제전> 남 인도
- 2014: <1, 칭짱 철길(青藏鐵路)을 따라 북경(北京)에서-서안(西安)에 머물다.> -라사(拉薩)-팽목항까지-
- 2013: <서사적 흔적이 있는 풍경의 트리앵글> 봉평(한국)-티파사(알제리)-오바뇨(프랑스)-팽목항 에필로그(한국), 문예진흥기금 보조 사업
- 2012: <영혼의 니르바나>, Nomadic Village기획 초대, Wolsingham UK
- 2010: <송화강은 흐른다. 신경 고모> 신경(장춘 )- 길림 - 송화 강변, 중국
- 2008: <바람 마을의 아이들> 노마딕 예술가 레지던스 프로그램 참가, 한국문예진흥원/몽골 국제 교류부 주최, 고비사막, 몽골
- 2007-2008: <미호천 물길따라 > 충청북도 진천
- 2004-2006: <옌징 가는 길><소금이 내린다.>, 석모도-시옹(스위스 2003)- 마르세유(프랑스) -옌징(티벳)
- 2002: <역사는 시민이 만든다.><어느 노동자 조센징 이야기.>,영암- 아키타, 일본
- 2001: <시베리아 열차를 따라>, 알마 아타의 마을 우츠토베까지; 중앙 아시아의 <고려 사람>, 광주비엔날레 프로젝트, <DIASPORA>
- 2000: <떠도는 무명의 영혼들이여 : 등잔 불 祭>, 남대문 시장, 비무장지대, 한국 문화 예술 진흥원, 미술 잡지artinculture, KBS(I) TV, 협찬
- 1999: <이름 없는 깃발들><만다라>, Mandala<어느 말(馬)의 아름다운 환생을 위하여>, 투치크, 몽골
- 1998: <부적의 불꽃>, 네팔
- 1998: <부적의 불꽃>, 인도
- 1996: <나비의 꿈>, 베를린

### 그룹전
- 2022-2023: 제주 비엔날에 <뱃길 따라-망향(무릉 귤원)><흙의 제식>
- 2022: 부산 비엔날레 Installation/Tableau/video, <제 1 부두의 고고학: 물결은 '빛이 되다. 바람이 되다. 길이 되다. 역사가 되다.’이다.>
- 2019: <3.1 운동 100주년; 잊혀진 사람들 끝나지 않은 이야기> 광주 시립 미술관, pavillon 하정웅
- 2016: <뮤즈 김향안> 1기 재단 작가  전 환기 미술관 기획
- 2012: <생각 여행길 떠난 예술가 이야기 >, 경기 미술관 초대
- 2012: <반추의 우물>, 설치, 금강 자연 비엔날레, 공주
- 2011: <정주에서 이동으로> 소마 미술관 초대 전
- 2005: <신성한 소금/쌀/황토>, 환기 재단 소장 작가 전, 환기 미술관
- 2002: <컨테이너> 문예 진흥원 기획, 서울
- 2002: <Diaspora: 고려인: 황토의 집>' 광주 비엔날레, 광주
- 1994: <제 5계절> 퍼포먼스-설치, 뽕뚜아즈, 파리 8 대학 (국제 문화 교류 협회 주체)
- 1992: <스님의 명상> 스위스 관의 정원(대학 국제 기숙사), 파리
- 1991: <Espace-Expo.>, Association Art-Inter. Collabo; Général Electric C/G/R/ sa Stains Paris
- 1991: <몽루즈 현대미술> 꽁꾸르 전, 몽루즈, 프랑스
- 1992: <레아리떼 누벨> 꽁꾸르 전, 그랑 빨레, 프랑스
- 1989: <샤를르 울몽> 재단 꽁꾸르 입상 전, 파리
- 1988: <환기 재단 초대>전, 뉴욕(90-91: 환기 장학금)
- 1985: <몬테카를로 현대미술> 대상 전, 모나코(국제 자문 위원장 상)
- 1973: <창>, 시인(최민, 최하림, 황명걸)이 선정하는 국전 서양화 부분 최고 상
- 1972-1978: <한국 미술 협회>전, 서울(75: 미협 이사장 상)
- 1972: <국전> 특선

### 논문, 아티클
- 1970- 「美大生의 정신적 딜레마의 要因과 그 해결책의 모색」, 홍대 학보 지령 200호 기념 현상 논문, 가작 (학장 이마동)
- 1970- 「繪畵로서 의 고백, The Confessions through the paintings
- 1970- 초현실주의와 정신 질환 자의 그림에서 보여 주는 상징 세계」, 월간 空間,(1976년부터 兪碩鎭 박사 지도로 정신  질환 자의 예술 요법 연구, 日本 臨床 藝術 療法學會 회원
- 1972- 「그리스도교 傳來에 따르는 韓國 西洋畵 流入의 궤적 軌跡」, 홍익 미술, 창간 호
- 1972- 「作品에 있어서 自我의 問題」, 大學院 논고 창간 호, 홍익대학교 대학원 학사회
- 1973- 「리얼리즘論,」 홍익 미술, 제 2호
- 1978- 「어슬픈 模倣은 自己 喪失」젊은이의 視點, 동아 일보(01 09)
- 1979- 「藝術의 精神分析的 접근을 위한 序說」, 靑年美術, 한국미술청년작가회
- 1982- 「精神障碍者를 위한 繪畵療法에 관한 연구」, 弘益專門 大學 논총
- 1986- 「초현실주의 회화에 있어서 표현의 내적 심상」, 임상예술, Vol. 2.학회
- 2002- 「대지 예술의 공간 논리. I」, 미술 평단, 연구 논문
- 2007- 「Nomadism, 우리 시대의 문화 코드 어떻게 읽을 것인가」, 홍대 대학원 학보
- 2010- 「예술적 메타포로서 에콜로지」, 홍익대학교 대학원 학보
- 2012- 「에콜로지 아트ecology art」, 홍익대학교 대학원 학보
- 2018- 「아나키스트 예술가가 가능한가.」, 수필, 문학 이후, 48호

### 출판
- 『노마드 서사Nomadisme Narrative』 한결 그래픽, 서울, 2016, (경기 문화 재단 지원)
- 『아티스트 김주영의 예술론, 아르 비방: art vivant이 가는 길』, AMA(art in culture)서울, 2012
- 『한 줌의 재 이야기』(예술가의 책)(프랑스 문화성, 삼성 문화 재단 지원),  I. II. 집; l'Harmattan, 파리, 1999.『이름 없는 영혼들이여』, 설치-퍼포먼스 자료집, III. 집; 미술 문화, 서울 2001
- 『목 마른 달팽이 여행』(수필) 동아일보사, 서울, 1999

### 심사
- 2004 전국 미술 작품-포스터 공모전 심사, 국가 보훈처
- 2007 충청북도 미술 대전 심사 위원, 충청북도
- 2007 국가 기록물 신축 서고 미술 장식품 심사 위원, 행정 자치부
- 2007 경기도 특수 학교 미술 모 심사, 경기도 교육청
- 2009 노마딕 예술가 레지던스 프로그램 참가 작가 선정 위원, 한국문화예술위원회
- 2012 마을 미술 프로젝트, 심사 위원장

작품 수장
환기 재단(뉴욕, 서울), 국립 현대 미술관, 청주 시립 미술관, 광주 시립  하정웅 미술관,  홍익대학교 현대 미술관,